# 1994 XM1
1994 XM1 è un meteoroide che alle 18:54 UTC del 9 dicembre 1994 transitò ad una distanza di quasi 100.000 km dalla superficie terrestre, equivalenti a 16,9 raggi terrestri dal centro del pianeta.
Alla data della scoperta da parte di James Scotti, divenne l'oggetto con il passaggio più radente alla superficie tra quelli censiti dall'MPC,, superando 1993 KA2 transitato il 20 maggio 1993. Il 27 settembre 2003 il primato gli fu strappato da 2003 SQ222 che transitò più vicino alla Terra di quasi 25.000 km.
In paragone, i satelliti geostazionari orbitano a 5,6 raggi terrestri, i satelliti GPS a 3,17 raggi terrestri dal centro del pianeta e la distanza Terra-Luna è di oltre 50 raggi terrestri.
1994 XM1 è stato stimato di 15 metri di diametro. Questo significa che non sarebbe stato interamente bruciato a causa della frizione atmosferica prima di un eventuale impatto al suolo. Gli oggetti con meno di 50 metri di diametro sono generalmente classificati come meteoroidi piuttosto che come asteroidi.